# Wacław z Szamotuł

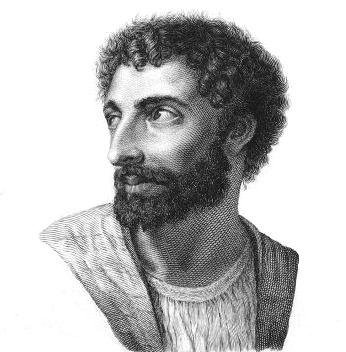
Wacław z Szamotuł

Wacław z Szamotuł (1520-1560) was een Pools componist uit de Renaissance.
Hij werkte als secretaris voor de gouverneur van Litouwen en vervolgens vanaf 1547 als componist voor de hofkapel van koning Sigismund August. Hij schreef geheel polyfone motetten in het Latijn, die hem faam verwierven als de Poolse Palestrina. In 1550 raakte hij betrokken bij de reformatorische beweging in Polen en in 1555 vertrok hij naar het hof van de protestantse vorst Mikołaj Radziwiłł (Radovila) van Litouwen waar hij bleef tot zijn dood op 36-jarige leeftijd. In die tijd schreef hij in een sobere, nauwelijks meer polyfone stijl in de volkstaal (Pools).
- Bibliothèque nationale de France: cb13954104s (data)
- Gemeinsame Normdatei: 103959114
- International Standard Name Identifier: 0000 0001 1031 9240
- Library of Congress Control Number: n81146833
- Nationale Bibliotheek van Letland: 000311923
- MusicBrainz: d15db4f1-afd7-4110-9123-c8b5b65af2be
- Nationale Bibliotheek van Tsjechië: mzk2010593982
- Système universitaire de documentation: 081715641
- Virtual International Authority File: 2125151778208018130003